# Chouppes
Chouppes é uma comuna francesa na região administrativa da Nova Aquitânia, no departamento de Vienne. Estende-se por uma área de 31,72 km². Em 2010 a comuna tinha 773 habitantes (densidade: 24,4 hab./km²).